# Olivares (gmina)
Olivares – gmina w Hiszpanii, w prowincji Sewilla, w Andaluzji, o powierzchni 45,53 km². W 2011 roku gmina liczyła 9587 mieszkańców.